# Giorgio Mastropasqua
Giorgio Mastropasqua (Rivoli, 13 luglio 1951) è un allenatore di calcio ed ex calciatore italiano, di ruolo difensore o centrocampista.

## Caratteristiche tecniche

### Giocatore

Mastropasqua in allenamento alla Juventus nella stagione 1973-1974

Giocava come libero, sia pur interpretando il ruolo in modo differente da quello abituale negli anni Settanta. Grazie alle proprie qualità tecniche, era in grado di impostare l'azione in prima persona a partire dalla difesa, senza limitarsi a distruggere il gioco e rilanciare in avanti. Per questo modifica la propria posizione in campo, agendo qualche metro davanti alla difesa e non dietro a tutti i compagni di squadra, quasi in posizione di centrocampista arretrato.

## Carriera

### Giocatore

#### Gli esordi: Juventus e Ternana
Di famiglia greca, cresciuto nel vivaio juventino (insieme, tra gli altri, a Roberto Bettega), viene inserito nel giro della prima squadra nel 1969, sotto la guida di Ercole Rabitti. Dall'anno successivo viene ceduto in prestito, prima al Perugia, dove non lascia traccia, e poi per due stagioni alla Ternana. In rossoverde diventa titolare inamovibile della squadra allenata da Corrado Viciani, che ne modifica le attitudini tattiche per adattarlo al suo gioco corto, e conquista la promozione in Serie A al termine del campionato 1971-1972.
Nella stagione successiva Mastropasqua debutta nella massima serie, il 24 settembre 1972 in Napoli-Ternana 1-0; in quella stessa annata esordisce anche nella nazionale Under-23. La stagione però si conclude con la retrocessione degli umbri, anche a causa di una tenuta difensiva non perfetta, che provocherà critiche al giovane libero torinese e la perdita del posto in nazionale. Rientrato a Torino, rimane per una stagione come riserva di Sandro Salvadore, collezionando solamente 8 presenze.

#### Atalanta, Bologna, Lazio e Catania
Nell'estate 1974, insieme a Gian Pietro Marchetti, viene ceduto all'Atalanta come contropartita nel passaggio di Gaetano Scirea alla Juventus. Rimane a Bergamo per cinque stagioni, per un totale di 135 presenze e 13 reti, facendo ritorno in Serie A nel 1977 sotto la guida di Battista Rota.

Mastropasqua (a destra) all'Atalanta, assieme a Ezio Bertuzzo e Salvatore Jacolino, prima della sfida contro la SPAL del 9 gennaio 1977.

In seguito milita per una stagione nel Bologna (Serie A) e per due nella Lazio, appena retrocessa in Serie B a causa del calcioscommesse. Con i capitolini manca il ritorno nella massima serie, e nel 1982 si trasferisce al Catania, allenato da Gianni Di Marzio. In Sicilia ottiene la sua terza promozione in Serie A dopo gli spareggi, ma l'anno successivo gli etnei concludono all'ultimo posto, nettamente staccati, e Mastropasqua scende in campo solamente 9 volte, le ultime in Serie A, a causa di un grave infortunio.

#### Gli ultimi anni: Piacenza, Pavia e Gorle
Nel 1984, a 33 anni, scende in Serie C1 vestendo la maglia del Piacenza (allenato da Rota), di cui è capitano e leader: vi rimane per due stagioni, cogliendo due terzi posti e sfiorando l'approdo in Serie B. Chiude la carriera a 38 anni, dopo altre due annate nel Pavia, che porta dalla Serie C2 alla Serie C1, e un'ultima stagione con i dilettanti del Gorle.
In carriera ha totalizzato complessivamente 112 presenze e 8 reti in Serie A con le maglie di Ternana, Juventus, Atalanta, Bologna e Catania, e 229 presenze e 17 reti in Serie B nelle file di Perugia, Ternana, Atalanta, Lazio e Catania.

### Allenatore
Dopo varie esperienze in formazioni dilettantistiche bergamasche, nel luglio 2011 viene nominato allenatore dell'AlzanoCene, militante in Serie D. Nell'autunno, tuttavia, si dimette con la squadra in posizione di centroclassifica, a causa di numerose critiche ricevute, per ritornare alla guida dei bianconeri all'inizio della stagione 2012-2013.

## Palmarès

### Giocatore

#### Competizioni nazionali
- Campionato italiano di Serie B: 1

Ternana: 1971-1972

#### Competizioni internazionali
- Coppa Anglo-Italiana: 1

Piacenza: 1986